# 티투스 퀸크티우스 플라미니누스

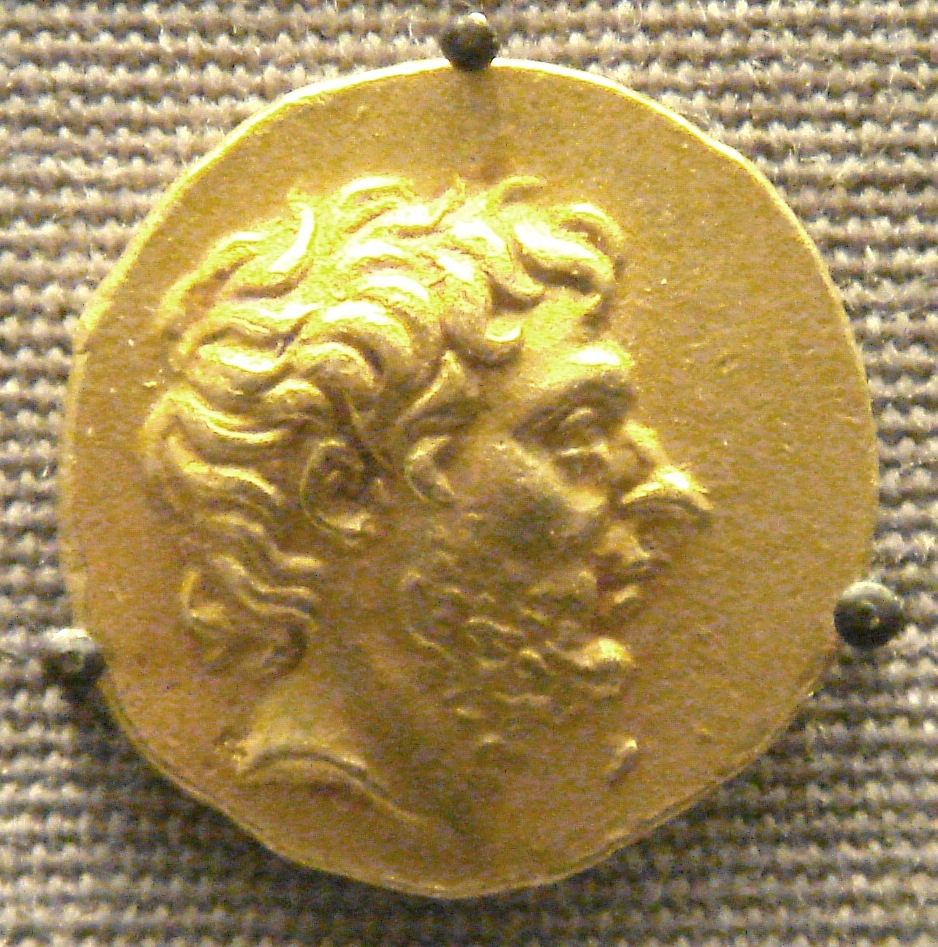

티투스 퀸크티우스 플라미니누스(라틴어: Titus Quinctius Flamininus, 기원전 228년 - 기원전 174년 무렵)는 로마공화정의 군인, 원로원 의원이다. 제2차 포에니 전쟁 이후 마케도니아 전쟁의 원정에서 주로 활약했다.

## 생애
귀족가인 퀸크티아의 일원이자 루시우스 퀸크티우스 플라미니누스의 형제였던 그는 제2차 포에니 전쟁에서 천부장으로 일했으며 기원전 205년에 그는 타렌툼에서 프라이토르(법무관)로 임명되었다. 그는 203년에 로마에서 조영관이 되었고, 기원전 199년에는 콰이스토르(재무관)가 되었다. 집정관이 되기 위해 법에서는 30살 정도의 나이를 요구했지만, 더 젊었음에도 불구하고 기원전 198년에는 집정관이 되었다. 리비가 기록한 바에 의하면 마르쿠스 풀비오스와 마누우스 쿠리우스 두 호민관은 그가 콰이스토르라는 이유로 그가 집정관 후보가 된 것을 공공연하게 반대하였다. 그러나 원로원은 그러한 반대를 무시하고 그를 섹스투스 아엘리우스 파에투스(Sextus Aelius Paetus)와 함께 집정관으로 선출했다.
리비에 의하면 집정관으로 선출된 이후, 그는 제2차 마케도니아 전쟁 기간 동안 장군으로 기원전 200년에 가이우스 아우렐리우스(Gaius Aurelius)와 함께 집정관이 된 푸블리우스 설피시우스 갈바(Publius Sulpicius Galba)를 대체할 인물로 선택되었다. 그는 몇몇 요새를 제외한 그리스 대부분 지역에서 마케도니아의 필리포스 5세를 쫓아냈다. 아오우스 전투(Battle of the Aous)에서 그를 이겼지만, 집정관의 임기가 끝나가자 마케도니아 왕과 평화 협상을 시도했다.